# Elsoff (Westerwald)
Elsoff település Németországban, Rajna-vidék-Pfalz tartományban. Lakosainak száma 984 fő (2023. december 31.).

## Népesség
A település népességének változása:
| Lakosok száma | 825  | 893  | 913  | 937  | 966  | 984  |
|               | 1975 | 2017 | 2019 | 2021 | 2022 | 2023 |